# I. Ludo

I. Ludo, pseudonimul artistic al lui Isac Iacovitz Ludo (n. 4 noiembrie 1894, Iași – d. 23 mai 1973, București) a fost un publicist și scriitor român de etnie evreiască, laureat al Premiului de Stat (1953).

## Activitatea literară în perioada interbelică
Isac Ludo s-a născut la data de 4 noiembrie 1894, în orașul Iași, într-o familie de mici comercianți evrei. Înscris la liceu în anul 1904, nu a putut urma decât patru ani de studii, fiind nevoit să abandoneze din cauza lipsurilor materiale. La vârsta de 14 ani, s-a angajat ca funcționar de birou.
A debutat ca jurnalist în anul 1913, tipărind o revistă proprie cu titlul de „Absolutis”, după care desfășoară o intensă activitate publicistică la un număr mare de ziare și reviste. A lucrat în calitate de corector la ziarele ieșene „Opinia” și „Iașul”, îndeplinind, din anul 1915, funcția de redactor la diferite publicații din țară.
El a fost activ în cercurile literare de stânga din perioada interbelică. În anii de ascensiune ai fascismului, Ludo a publicat un număr mare de articole demascând regimul hitlerist și politica statelor fasciste.
A fost director al revistei „Adam” (1929-1940), la care au colaborat scriitori de prestigiu ca: Tudor Arghezi, Gala Galaction, Paul Zarifopol, Camil Petrescu, Eugen Lovinescu, Benjamin Fundoianu, Felix Aderca, Ilarie Voronca, Ion Călugăru, pictorul și arhitectul Marcel Iancu ș.a.
Ca scriitor, el a cultivat în special efectul comic în literatură. Criticul literar George Călinescu consideră perioada interbelică ca fiind perioada scrierilor cele mai valoroase ale lui Ludo, considerând ca cea mai bună carte a sa culegerea de nuvele umoristice „Hodje-Podje” (1928), care cuprinde câteva viziuni burlești de factură expresionistă, excelente (În ghearele artei, Eu, capodopera părinților mei).
Alte scrieri ale sale sunt Mesia poate să aștepte (Cu mașina pe urmele profeților) (1934) și Domnișoara Africa (1935), romane jurnalistice pline de spirit și vervă imaginativă.
„Mihail Sebastian l-a numit cu intenții răutăcioase pe I. Ludo „un Tănase al uliței evreiești”, când mai drept ar fi fost să-i recunoască descendența din Șalom Alechem”—Ovid S. Crohmălniceanu
Pasajul acesta face trimitere la o celebră polemică purtată între Sebastian și Ludo la editarea romanului De două mii de ani. Mihail Sebastian scria într-un pasaj din "Cum am devenit huligan": "În ulița evreiască d. I.Ludo este un fel de Tănase evreu, cu destul haz uneori". I.Ludo susținea ipoteza destul de fantezistă că Sebastian a scris un roman "simulând iudaismul", pentru a-i atrage pe evrei în cursă, ca "să pupe ciomagul" arienilor.

## Activitatea literară postbelică
În anul 1945, Isac Ludo a lansat un atac virulent la adresa „Istoriei literaturii române” editată de către George Călinescu în 1941. El a afirmat că George Călinescu s-ar fi discreditat atât sub aspect estetic, cât mai ales moral, prin aceea că nu își revizuise în chip radical ediția din 1945 a „Istoriei” sale, neeliminând numele unor autori care n-ar mai fi meritat să figureze într-o asemenea lucrare, printre care: Ioan Alexandru Brătescu-Voinești, Liviu Rebreanu, Nichifor Crainic, Radu Gyr sau Nae Ionescu, considerați exponenții unei gândiri retrograde, emblematică pentru curentul ideologic al legionarismului. Cei menționați ar fi fost dominați de un șovinism excesiv, fiind exponențiali pentru inspirarea cumplitelor crime ale extremei drepte din România .
Preluarea puterii politice de către regimul comunist și climatul politic din deceniul 1950-1960 îi înlesnește lui Ludo publicarea majorității scrierilor și traducerilor sale. Renunță la activitatea sa de publicist, folosindu-și pasiunea sa de polemist în scrierea unor romane cu un minimum de ficțiune, în care își putea exercita verva și sarcasmul asupra evenimentelor politice.
Opera sa principală rămâne însă ciclul „Paravanul de aur”, format din romanele: „Domnul general guvernează” (1953) pentru care a primit Premiul de Stat, „Starea de asediu” (1956), „Regele Palaelibus” (1957), „Salvatorul” (1959) și „Ultimul batalion” (1960), care reprezintă o cronică satirică a vieții politice din România Mare de după Primul Război Mondial. Sunt prezentate în aceste cărți afacerismul, corupția generalizată, activitatea de spionaj desfășurată de către puterile străine, încercările de fascizare a țării și pregătirile pentru cel de-Al Doilea Război Mondial. Acest ciclu de romane a fost ilustrat de artistul Eugen Taru.
Alte romane sau povestiri păstrează caracterul gazetăresc:
- „Gura de lup” (1954) - satirizează modul de viață american;
- „Corsetul” (1955) - ridică problema reânvierii militarismului vest-german, pornind de la documente oficiale;
- „Soluția a patra” (1956) - o analiză minuțioasă a împrejurărilor care au dus la declanșarea celui de-al Doilea Război Mondial;
- „Războiul lui Tănase Cireș” (1958) - o culegere de povestiri care vizează practicile exorcistice;
- „Ilustrul N.N. din N.N.” (1958) - o panoramă a formelor de exploatare a țărănimii în timpul secolului al XX-lea.

Scriitor prolific, cu o vervă jurnalistică neîntrecută, sensibil la aspectele vieții prin care a trecut, Ludo și-a circumscris opera necesităților de moment ale acesteia.
În anii regimului comunist a adoptat poziții conformiste în raport cu linia politică oficială, inclusiv atitudinea ostilă față de mișcarea națională evreiască, pe care o simpatizase în tinerețe („Scrisoare lui Ben Gurion”, etc.), și aceasta în plină perioadă de represiune a sionismului in România.
Ludo a publicat, de asemenea, traduceri în limba română din scriitorul de limbă idiș Șalom Alechem, precum și din scriitorii ruși Mihail Saltîkov-Șcedrin, Maxim Gorki, Ilya Ehrenburg, unele în colaborare.
Isac Ludo a decedat la data de 23 mai 1973, în orașul București. Cenușa scriitorului a fost depusă în columbarul Crematoriului Cenușa. 

## Aprecieri critice ale operei sale
„Ludo e un creier ascuțit, fost bun sionist, talentat până la măduva gândirii, cunoscător profund al gândirii judaice. El a fost înțeles și sprijinit de marii conducători ai judaismului român, ca Dr. Willy Filderman, Iacob Itzhak Niemirower, A. L. Zissu, ba și marele nostru înaintaș, d-nul Adolphe Stern, l-au apreciat. Presa sionistă l-a găzduit, banii organizațiilor l-au hrănit, din dragostea noastră el a putut să scrie liber și nesilit de nimeni. Astăzi el zace în Biblioteca Academiei Române, adună documente din viața social-politică a regimurilor trecute din România și le reactualizează prin falsificare crasă, pentru a obține CE ? Batjocura, murdăria, goliciunea amară a parvenirii. Ludo tipărește la Editura de stat tomuri groase, tone de otravă, câștigă averi din noroiul ce-l aruncă asupra trecutului românesc, noroi care personifică propria sa dramă. Asemenea decădere morală, ca evreu, mă doare. A ajuns Ludo un antisemit al propriului său neam, mai ordinar decât un A. C. Cuza. Că această treabă a făcut-o un Mihail Sadoveanu, un Arghezi, un Zaharia Stancu, ei cel puțin sunt « români ». Dar CE caută un EVREU în grajdurile lui Augias, iartă-mă Doamne, nici porcii nu-s în stare să-mi lămurească această șaradă neo-proletară ”—Alexandru Șafran

## Distincții
- Ordinul Muncii clasa a III-a (21 august 1954) „pentru merite deosebite pe tărîmul construcției de stat, economice, sociale și culturale, cu ocazia celei de a zecea aniversări a eliberării patriei noastre”[4]
- Ordinul Muncii clasa I (7 decembrie 1964) „pentru merite deosebite în domeniul creației literare, cu prilejul împlinirii a 70 de ani”[5]

## Opere publicate

### Perioada interbelică
- Gorki în fața revoluției (Ed. Rabinovici, Iași, 1917).
- Coada lui To (Carol Göbl, 1918).
- Haim dija (București, 1928).
- Hodje-Podje (Ed. autorului, București, 1928).
- Doi mari poeți: Heinrich Heine și A.C. Cuza (Ed. Adam, București, 1934).
- Iuda trebuie să sufere pentru că e suferind (Ed. Adam, București, 1934).
- Mesia poate să aștepte (Tip. Tiparnița, București, 1934).
- Pogrom sau revoluție (Bibl. socială Adam, București, f.a.).
- Domnișoara Africa (Tip. Tiparnița, București, 1935).
- Canalia de D. (cu prilejul morții lui Dreyfuss) (Tip. Tiparnița, București, 1935).
- În jurul unei obsesii (Ed. Adam, București, 1936).
- Ghetouri (Tip. Activ. grafică, București, 1939).

### Perioada postbelică
- Ca și poruncile Coranului (Ed. de Stat, București, 1949).
- Scrisoare lui Ben Gurion (Ed. de Stat, București, 1950).
- Soldatul cățelului Toby (E.S.P.L.A., București, 1951).
- Frații din vile și frații din corturi (E.S.P.L.A., București, 1951).
- Alegerile lor, parlamentele lor (Ed. C.G.M., București, 1952).
- Domnul general guvernează (E.S.P.L.A., București, 1953).
- Gura de lup (Ed. Tineretului, București, 1954).
- Starea de asediu (E.S.P.L.A., București, 1955).
- Corsetul (E.S.P.L.A., București, 1955).
- Soluția a patra (Ed. Tineretului, București, 1956).
- Regele Palaelibus (E.S.P.L.A., București, 1957).
- Ilustrul N.N: din N.N. (Ed. Tineretului, București, 1958).
- Războiul lui Tănase Cireș (Ed. Tineretului, București, 1958).
- Salvatorul (E.S.P.L.A., București, 1958).
- Ultimul batalion (E.S.P.L.A., București, 1960).